# Avløypet (Øygarden)
Ne doit pas être confondu avec Avløypet.
Avløypet est une île norvégienne du comté de Hordaland appartenant administrativement à Øygarden.

## Description
Rocheuse et désertique, elle s'étend sur environ 192 m de longueur pour une largeur approximative de 123 m.